# Борисов, Олег Николаевич
Олег Николаевич Борисов (род.15 июня 1970, Западная Сибирь) — писатель, автор трилогии «Глэд» и нескольких книг в различных жанрах фантастики и фэнтези. 

## Биография
Родился в 1970 году в Западной Сибири. До завершения школы с семьей объездил весь СССР. В 1994 окончил Тюменский медицинский институт, защитив диплом на стыке медицины и информационных технологий. В последующем работал инженером, выбрав специализацию «распределенные базы данных». Работал в Dell, Oracle Corp и других софтверных компаниях. В настоящее время занимается разработкой и сопровождением информационных систем для симуляторов атомной и энергетической промышленности.
Первую книгу начал писать в 2004 году. Работа над трилогией «Глэд» была закончена в 2009, через год все романы были переизданы одной книгой. В настоящий момент опубликовано начало серии «Хейдер» и сборник сатирических рассказов «Мистер Дарбантоншир».

## Произведения
- Глэд. Рассвет над Майдманом. — Альфа-книга: 2008. ISBN 978-5-93556-971-6. Тираж 8000 экз.
- Глэд. Полдень над Майдманом. — Альфа-книга: 2009. ISBN 978-5-9922-0399-8. Тираж 11000 экз.
- Глэд. Закат над Майдманом. — Альфа-книга: 2009. ISBN 978-5-9922-0499-5. Тираж 11000 экз.

Вышеуказанные произведения переизданы как Глэд (трилогия) — Альфа-книга: 2010. ISBN 978-5-9922-0632-6. Тираж 6000 экз.
- Хейдер. Перечеркнутый герб Ланграссена. Альфа-книга: 2011. ISBN 978-5-9922-0889-4. Тираж 9000 экз.
- Мистер Данбартоншир. Альфа-книга: 2011. ISBN 978-5-9922-0952-5. Тираж 7000 экз.
- Док. Ленинград: 2013. ISBN 978-5-516-00068-3. Тираж 6000 экз.
- Доченька. Десант своих не бросает. Ленинград: 2014. ISBN  978-5-516-00084-3. Тираж 3000 экз.

## Интернет-издания
В свободном доступе находятся так же два романа автора: «Доченька» и «Док». Тексты произведений можно найти в электронных библиотеках, или на сайте автора.

## Критика
Большая часть замечаний на различных форумах и сетевых ресурсов относится к стилистике романов и «избыточно мрачной атмосфере». Но при этом и критики, и регулярные читатели отмечают зачастую необычный подход к прорисовке персонажей, а также «жесткую» подачу материала, вобравшую в себя многие черты окружающего нас мира.

## Хобби
Основное хобби Олега — книги. Чтение современной и исторической прозы, а также создание своих собственных миров. Из спортивных увлечений: рукопашный и ножевой бой, которым посвятил несколько лет занятий в инструкторской группе.